# Lijevani cink
Lijevani cink pobliže je određenje tehnike koja je većinom u 19. stoljeću korištena prije svega za izradu arhitektonskih ukrasa i skulptura.

## Povijest
Značajan je doprinos širenju ove tehnologije imalo otkriće Sylvestera i Hobsona 1805., koji su otkrili da cink zagrijan na 100°C gubi svoju krtost. Proizvodnja je cinka u Europi postala moguća nakon otkrića procesa destilacije, koji su neovisno jedni o drugima početkom 19. stoljeća otkrili William Champion iz Bristola, Christian Ruberg u Šleskoj te Daniel Dony iz Lütticha.
Oko 1900. je u europskim građanskim domovima bila omiljena uporaba ukrasnih figura izrađenih u lijevanom cinku. Iste su većinom izrađivane od slitine cinka i aluminija (tkz. zamak, sastava oko 4 % Al, do 1 % Cu i oko 0,05 % Mg ). Navedimo i da je njemačka tvrtka Kraus, Walchenbach & Peltzer u svom katalogu uzoraka nudila ni manje ni više nego 5000 različitih ukrasa od lijevanog cinka.

## Primjeri uporabe u arhitekturi i skulpturi
- Dvije više od 2,5 m visoke i oko 850 kg teške monumentalne vaze, po nacrtu Ludwig Ferdinand Hessea, oko 1862, Park Sanssouci, Potsdam.
- Skulpture zmajeva, na krovu pagode, Klausberg,
- Šest apostola, katedrala u Helsinkiju

## Tlačni lijev u cinku
Nasuprot staroj tehnologiji izrade šupljih odljeva danas se pretežno koristi tlačni lijev u cinku. Na ovaj su način izvedeni i poznati Matchbox automobili igračke, ali i brojni uporabni predmeti poput patentnih zatvarača.

## Oštećenja i restauriranje
Čisti je cink sjajan i relativno otporan na koroziju. No pod utjecajem u zraku prisutne vlage isti se prevlači sivom patinom koje je glavni sastojak cink karbonat.

## Spomenici od cinka u Hrvatskoj
Arhitektonski ukrasi od cinka dominiraju krovom zgrade uprave hrvatskih željeznica, te na zgradi Hrvatskog narodnog kazališta u Zagrebu, navodno je i izvorna verzija Fernkornovog spomenika Sv. Jurju bila od cinka, a od cinka je i tkz. genij prosvjete koji se pripisuje kiparu Dragutinu Moraku, a danas se čuva u Muzeju za umjetnost i obrt u Zagrebu, dok je nekada stajao na Starčevičevu domu, također u Zagrebu (danas Gradska knjižnica, nadomješten replikom u lijevanom i pozlaćenom aluminiju).